# Гаммонд (Мен)
Гаммонд (англ. Hammond) — місто (англ. town) в США, в окрузі Арустук штату Мен. Населення — 91 особа (2020).

## Демографія
Згідно з переписом 2010 року, у місті мешкало 118 осіб у 41 домогосподарстві у складі 29 родин. Було 62 помешкання
Расовий склад населення:
| - 86,4 % — білих - 1,7 % — чорних або афроамериканців - 0,8 % — азіатів |

До двох чи більше рас належало 11,0 %. Частка іспаномовних становила 0,8 % від усіх жителів.
За віковим діапазоном населення розподілялося таким чином: 28,8 % — особи молодші 18 років, 57,6 % — особи у віці 18—64 років, 13,6 % — особи у віці 65 років та старші. Медіана віку мешканця становила 40,0 року. На 100 осіб жіночої статі у місті припадало 78,8 чоловіків;  на 100 жінок у віці від 18 років та старших — 90,9 чоловіків також старших 18 років.
Середній дохід на одне домашнє господарство  становив 29 083 долари США (медіана — 22 222), а середній дохід на одну сім'ю — 36 796 доларів (медіана — 38 750). Медіана доходів становила 28 750 доларів для чоловіків та 19 028 доларів для жінок. За межею бідності перебувало 47,1 % осіб, у тому числі 52,9 % дітей у віці до 18 років та 64,3 % осіб у віці 65 років та старших.
Цивільне працевлаштоване населення становило 44 особи. Основні галузі зайнятості: освіта, охорона здоров'я та соціальна допомога — 22,7 %, мистецтво, розваги та відпочинок — 20,5 %, роздрібна торгівля — 11,4 %, виробництво — 11,4 %.